# Famille Rabe von Pappenheim
La famille Rabe von Pappenheim est une famille noble de Westphalie-Enger. Le château de Papenheim, aujourd'hui déserté, près de Warburg en Westphalie-Orientale (de), donne son nom à la famille. Des branches de la famille existent encore aujourd'hui.

## Histoire

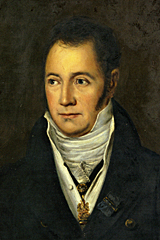
Wilhelm Maximilian Rabe von Pappenheim

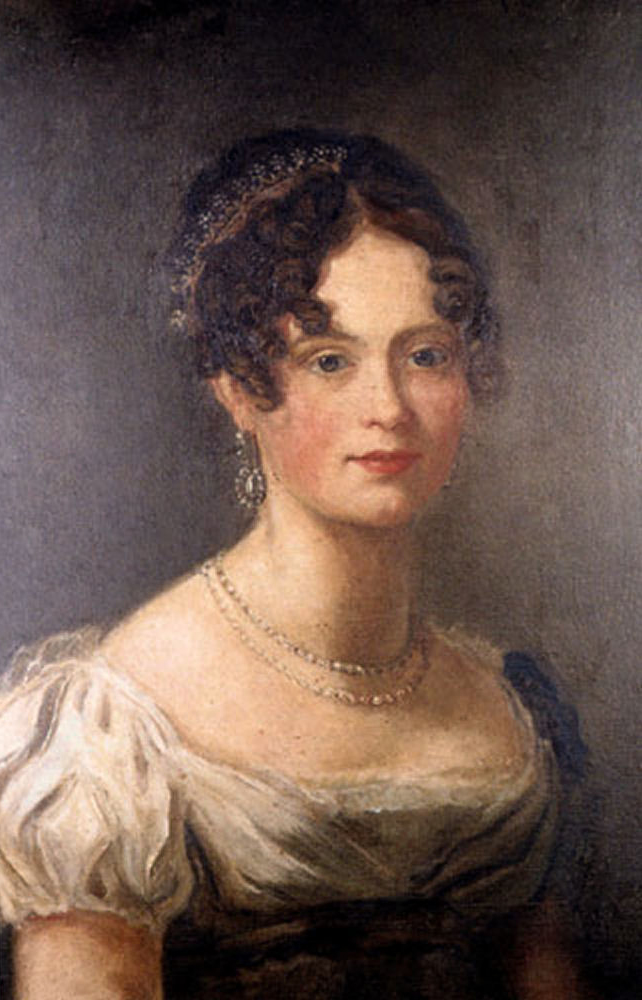
Diana Rabe von Pappenheim

### Origine
La famille est de même souche que les barons de Canstein (à l'origine : Rabe von Canstein)  ainsi que les éteints Rabe von Calenberg (de) et Rabe von Kugelsburg (de), qui portent tous les mêmes armoiries. La famille n'a pas de lien de parenté avec les comtes franconiens de Pappenheim.
L'ancêtre de la famille est le mille Rawe de Papenheim, intendant de l'abbaye de Corvey, qui est mentionné pour la première fois dans un document en 1106. Depuis lors, les Raven/Raben sont les intendants héréditaires de l'abbaye bénédictine, qui est directement sous l'autorité de l'empire.

### Lignées
Le château de Papenheim, près de Menne, surveille l'un des avant-postes de la ville de Warburg et de son château de Wartberch (de), qui appartient à la principauté épiscopale de Paderborn depuis 1020 lorsque le comte Dodiko (de) a légué son comté à l'évêque. Les Rabe ne dont donc pas seulement partie de la ministérialité de Corvey, mais aussi de la noblesse épiscopale du château de Wartberch, où ils côtoient entre autres des membres des familles Marschall et von Welda (de). Les Pappenheim possèdent également dès le XIIIe siècle des fiefs de château sur le Kugelsburg près de Volkmarsen, qu'ils ont conservé jusqu'au XVIe siècle. Le symbole héraldique des von Pappenheim - un corbeau couronné marchant - reprend le prénom spécifique à la famille, dont il est prouvé qu'il accompagne la famille à chaque génération depuis le XIIIe siècle.
En 1307, l'évêque Othon de Rietberg (de) donne également le château de Calenberg (de), construit par les seigneurs de Berkule (de), à une branche des Rabe, avec l'aide de laquelle il l'a occupé. Cette branche s'appelle désormais Rabe von Calenberg. En 1326, l'octroi du « château et de la ville » de Calenberg aux Papenheim est renouvelé.
En 1339, l'archevêque de Cologne, Walram installa à nouveau les frères Rabe (issus d'une lignée secondaire séparée vers 1250) en tant que châtelains sur le château de Kugelsburg qui lui a été accordé en gage par l'abbaye de Corvey ; leurs descendants y restent jusqu'en 1530 sous le nom de Raben von Kugelsburg.
En 1342, Walram donne aux Raben auf Kugelsburg également le château et la seigneurie de Canstein ; la branche qui en résulte s'appelle, après la reconstruction du château de Canstein, Rabe von Canstein d'après cette propriété. Contrairement aux autres branches de la famille, celle-ci abandonne la partie du nom « Rabe » à la fin du XVe siècle, mais elle continue à l'utiliser comme prénom (Raban).
Les Rabe de Coglenberg et les Rabe de Calenberg se sont éteints. L'extinction des Rabe von Calenberg en 1464 est l'occasion de l'éclatement de la querelle de Hesse-Paderborn (de) (1464–1471) entre le prince-évêque de Paderborn et le landgrave Louis II de Basse-Hesse.
Outre l'abbaye héréditaire de Corvey, la famille possède de nombreux biens autour de Warburg ainsi que, conjointement avec les von Canstein, le burgraviat sur la ville elle-même. La famille conserve cette dernière jusqu'à l'occupation de Warburg par les troupes prussiennes en 1802.

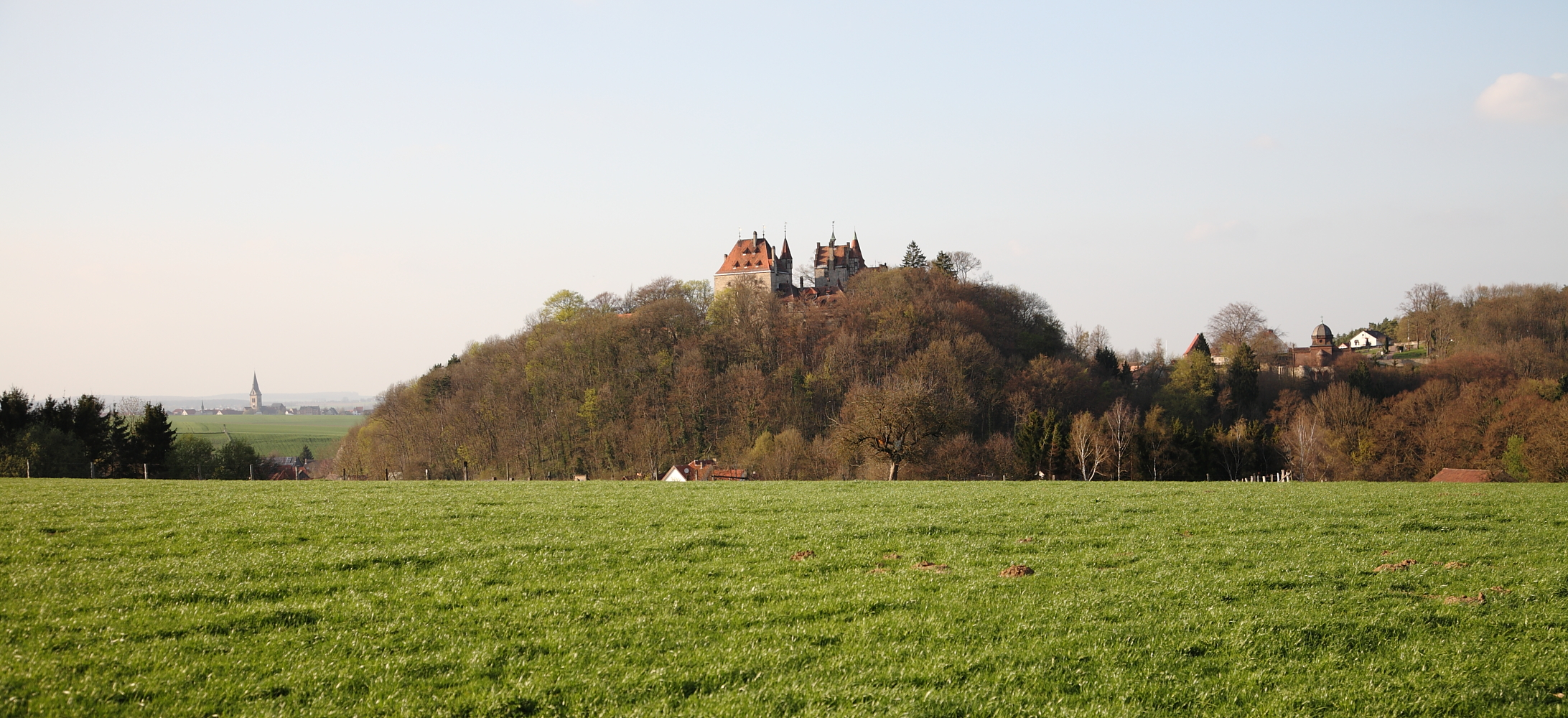
Château de Calenberg (de)
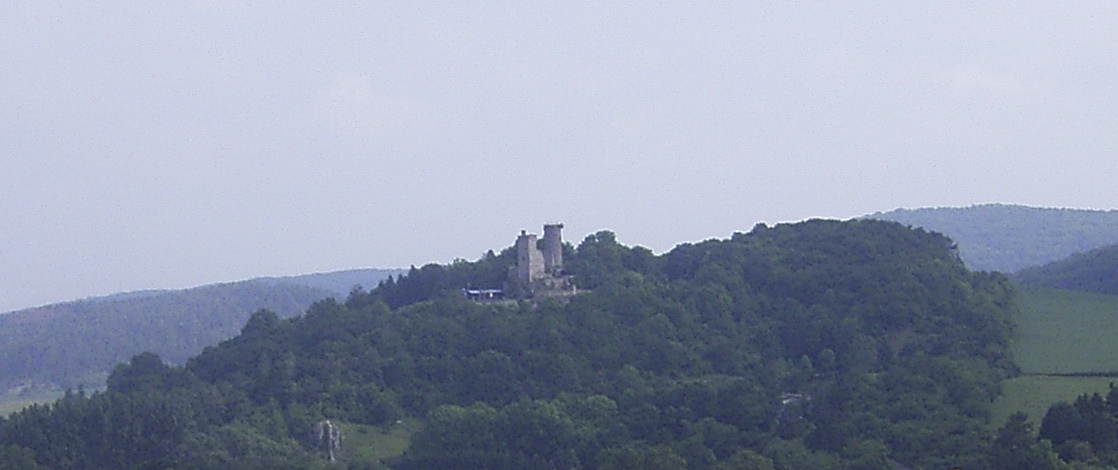
Kugelsburg (de)
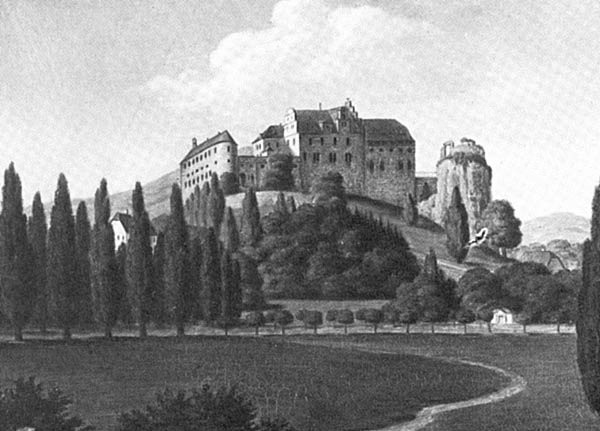
Château de Canstein

### Lignée hessoise
Au début du XIVe siècle, Liebenau dans le landgraviat de Hesse est entré dans la famille. En 1429, le fief de la ville voisine de Stammen est concédé à Frédéric l'Ancien (1406-1495) de la branche de Liebenau. Le château de Liebenau (de) passe encore à la fin du Moyen Âge aux seigneurs de Löwenstein-Westerburg (de). Le domaine et le château de Stammen (de) sont restés dans la famille jusqu'en 1946. Les branches de Liebenau et Stammen appartient à la chevalerie de l'ancienne Hesse (de), qui existe encore aujourd'hui.

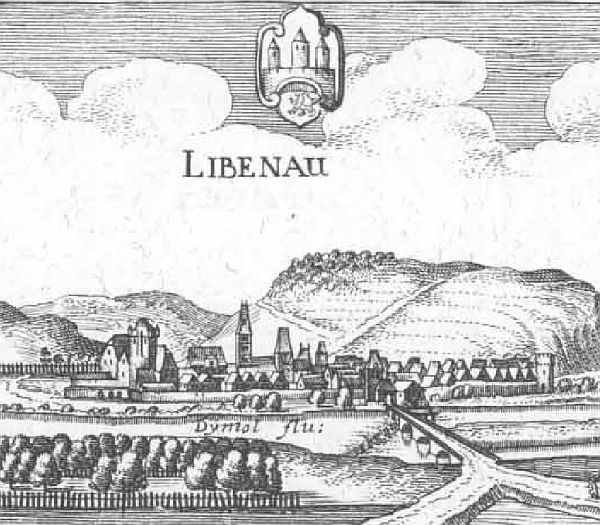
Château de Liebenau (de), Matthäus Merian 1655
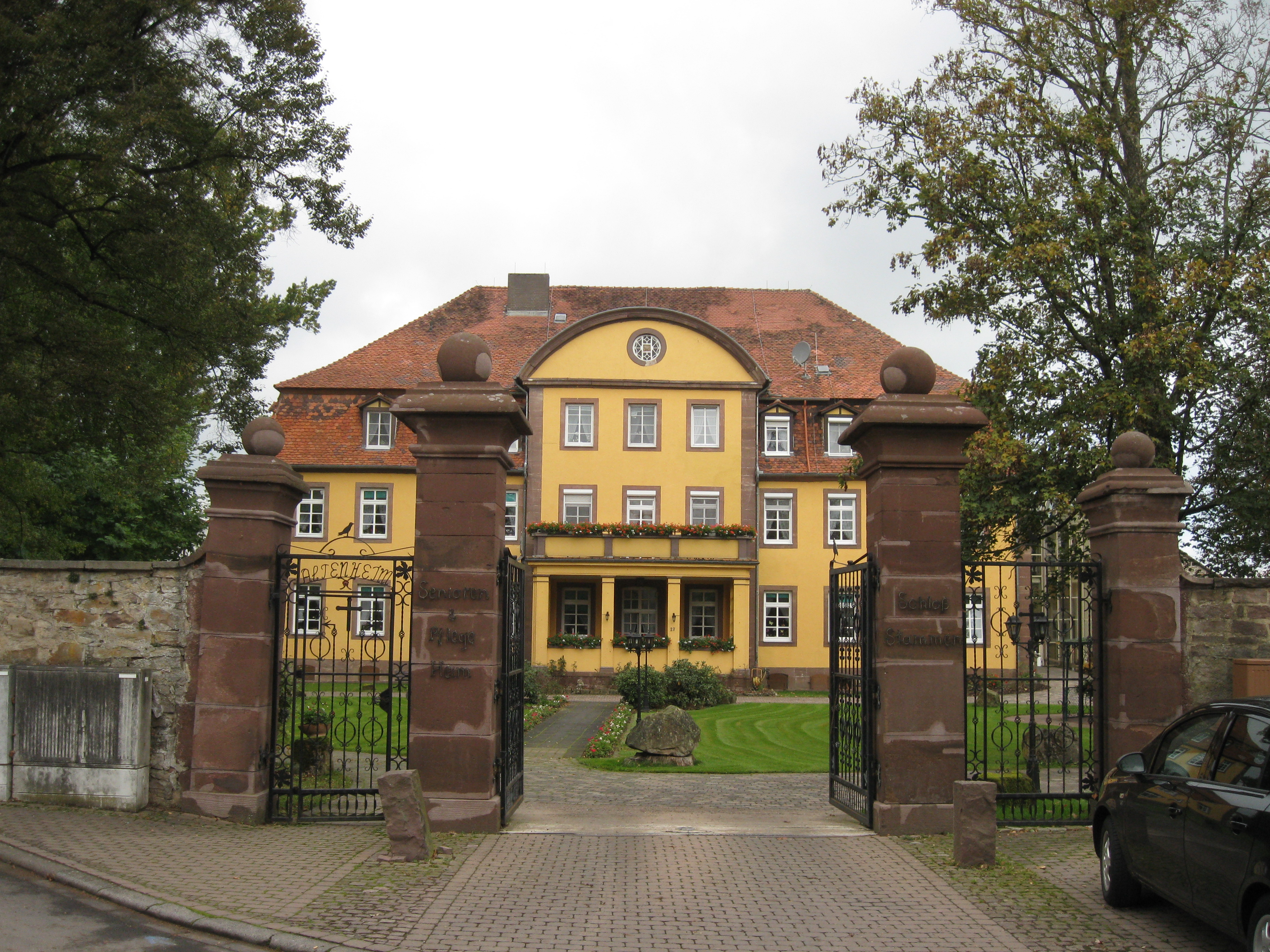
Château de Stammen (de)

Christoph Friedrich Rabe von Pappenheim (de) (1713-1770), major général du landgrave de Hesse et préfet dans la seigneurie de Schmalkalden (de), et son épouse Florentine Sophie Anna du Bos du Thil (1726-1796) font construire le château de Stammen de style baroque tardif à partir de 1766. Leur fils cadet Wilhelm Maximilian Rabe von Pappenheim (de) auf Stammen, chambellan royal de Westphalie et maître de cérémonie, est élevé au rang de comte de Westphalie à Cassel le 1er novembre 1811 après que sa femme Diana, née baronne Waldner von Freundstein d'une famille de réfugiés alsaciens, avec qui il a deux fils, a donné naissance à une fille à son amant, le roi de Westphalie, Jérôme Bonaparte. Une seconde fille suit en 1813. Cependant, dans l'électorat de Hesse, qui est reconstitué en 1813, ce statut n'est pas reconnu.

## Blason
Le blason principal montre en argent un corbeau (de) noir couronné d'or marchant à gauche ( héraldique à droite). Sur le casque figure le corbeau devant un pilier orné de cinq plumes alternativement noires et argentées. Les lambrequins sont noirs et argentés.[réf. nécessaire]

## Personnalités
- Christoph Friedrich Rabe von Pappenheim (de) (1713–1770), général de division landgravial-hessois et premier magistrat de la seigneurie de Schmalkalden (de), constructeur du château de Stammen (de)
- August Wilhelm Rabe von Pappenheim (de) (1759-1826), lieutenant général et envoyé de Hesse-Darmstadt à la cour de Paris
- Wilhelm Maximilian Rabe von Pappenheim (de) (1764-1815), maître de cérémonie royal de Westphalie, élevé au rang de comte en 1811 par le roi Jérôme Bonaparte, l'amant de sa femme Diana
- Emil Rabe von Pappenheim (de) (1798-1849), chambellan de Hesse-Darmstadt et ministre plénipotentiaire à la cour de Paris
- Alfred Otto Rabe von Pappenheim (de) (1808-1851), officier et propriétaire foncier de l'électorat de Hesse, député de l'Assemblée des États de l'électorat de Hesse
- Jenny von Gustedt née Rabe von Pappenheim (1811-1890), écrivain, fille naturelle de Jérôme Bonaparte, nièce de Napoléon
- Gottfried Rabe von Pappenheim (1842-1905), général de division
- Karl Rabe von Pappenheim (de) (1847-1918), propriétaire d'un manoir et député de la chambre des représentants de Prusse et du parlement provincial de Hesse-Nassau (de)
- Gottfried Rabe von Pappenheim (de) (1874-1955), administrateur de l'arrondissement de Cassel et gouverneur de Hesse
- Werner Rabe von Pappenheim (de) (1877-1915), officier et diplomate
- Friedrich-Carl Rabe von Pappenheim (1894-1977), lieutenant général et diplomate allemand